# Corus parallelus
Corus parallelus là một loài bọ cánh cứng trong họ Cerambycidae.